# مندی مور
آماندا لی مور (به انگلیسی: Amanda Leigh Moore) (زاده ۱۰ آوریل ۱۹۸۴) خواننده، ترانه‌سرا و بازیگر آمریکایی است. او با اولین تک آهنگ خود به نام «کندی» به شهرت رسید که در رتبه ۴۱ در بیلبورد هات ۱۰۰ قرار گرفت. اولین آلبوم استودیویی او، خیلی واقعی (۱۹۹۹)، گواهی پلاتین را از آرآی‌ای‌ای دریافت کرد. عنوان ترانه از اولین آلبوم تلفیقی او، می‌خواهم با تو باشم (۲۰۰۰)، به اولین ۳۰ ترانه برتر مور در ایالات متحده تبدیل شد و در رتبه ۲۴ در هات ۱۰۰ قرار گرفت. مور متعاقباً آلبوم‌های استودیویی مندی مور (۲۰۰۱)، پوشش (۲۰۰۳)، امید وحشی (۲۰۰۷)، آماندا لی (۲۰۰۹) و فرود نقره‌ای (۲۰۲۰) را منتشر کرد.
مور اولین فیلم بلند خود را در سال ۲۰۰۱ با یک نقش صوتی جزئی در فیلم کمدی دکتر دولیتل ۲، قبل از بازی در نقش لانا توماس در فیلم کمدی دفتر خاطرات شاهدخت انجام داد. او برای بازی در نقش جیمی سالیوان در فیلم درام رمانتیک پیاده‌روی به‌یادماندنی (۲۰۰۲) شناخته شد و در فیلم‌های در جستجوی آزادی (۲۰۰۴)، نجات‌یافته! (۲۰۰۴)، گورخر مسابقه (۲۰۰۵)، چون من گفتم (۲۰۰۷)، جواز ازدواج (۲۰۰۷)، عشق، عروسی، ازدواج (۲۰۱۱)، ۴۷ متر پایین (۲۰۱۷)، تاریک‌ترین ذهن‌ها (۲۰۱۸)، و میدوی (۲۰۱۹) ظاهر شد. مور همچنین صداپیشگی پرنسس راپانزل را در فیلم کمدی موزیکال فانتزی انیمیشن دیزنی گیسوکمند (۲۰۱۰) و حضورهای بعدی او در رسانه‌های دیزنی را بر عهده داشت.
از سال ۲۰۱۶، مور در نقش ربکا پیرسون در سریال درام خانوادگی این ما هستیم از ان‌بی‌سی ایفای نقش کرده‌است. او برای بازی خود نامزد جایزه گلدن گلوب برای بهترین بازیگر نقش مکمل زن و جایزه امی ساعات پربیننده برای بهترین بازیگر نقش اول زن در مجموعه تلویزیونی درام شده و برندهٔ دو جایزهٔ انجمن بازیگران فیلم برای بهترین اجرای گروه بازیگران در مجموعه درام شده‌است. در سال ۲۰۱۹، مور در پیاده‌روی مشاهیر هالیوود یک ستاره دریافت کرد.

## اوایل زندگی
مور در ۱۰ آوریل ۱۹۸۴، در نشوا، نیوهمپشایر، از استیسی (با نام خانوادگی فریدمن)، یک گزارشگر خبری سابق که زمانی برای اورلاندو سنتینل کار می‌کرد، و دونالد مور، خلبان خطوط هوایی آمریکا به دنیا آمد. مور اصالتاً روسی-یهودی (از پدربزرگ مادری‌اش)، انگلیسی، اسکاتلندی و ایرلندی است. او یک برادر بزرگتر به نام اسکات و یک برادر کوچکتر به نام کایل دارد. وقتی مور دوماهه بود، او و خانواده‌اش به دلیل شغل پدرش به لانگ‌وود، فلوریدا، خارج از اورلاندو نقل مکان کردند. از سال ۱۹۹۸ تا ۱۹۹۹، مور به دبیرستان کاتولیک بیشاپ مور در اورلاندو رفت.

## فیلم‌شناسی

### فیلم
| سال  | عنوان                      | نقش                        | یادداشت‌ها  |
| ---- | -------------------------- | -------------------------- | ---------- |
| ۲۰۰۱ | دکتر دولیتل ۲              | توله خرس دختر (صدا)        |            |
| ۲۰۰۱ | دفتر خاطرات شاهدخت         | لانا توماس                 |            |
| ۲۰۰۲ | پیاده‌روی به‌یادماندنی       | جیمی الیزابت سالیوان-کارتر |            |
| ۲۰۰۲ | تمام چیزی که می‌خواهم       | لیزا                       |            |
| ۲۰۰۳ | نحوه برخورد                | هالی مارتین                |            |
| ۲۰۰۴ | در جستجوی آزادی            | آنا فاستر                  |            |
| ۲۰۰۴ | نجات‌یافته!                 | هیلاری فی استوارد          |            |
| ۲۰۰۵ | گورخر مسابقه               | سندی (صدا)                 |            |
| ۲۰۰۵ | عشق و سیگار                | قتل نوزاد                  |            |
| ۲۰۰۶ | رؤیاهای آمریکایی           | سالی کندو                  |            |
| ۲۰۰۶ | برادر خرس ۲                | نیتا (صدا)                 |            |
| ۲۰۰۷ | چون من گفتم                | میلی وایلدر                |            |
| ۲۰۰۷ | جواز ازدواج                | سدی جونز                   |            |
| ۲۰۰۷ | فداکاری                    | لوسی ریلی                  |            |
| ۲۰۰۷ | داستان‌های سرزمین جنوبی     | مادلین فراست سانتاروس      |            |
| ۲۰۰۹ | تاب خوردن با فینکل‌ها       | الی فینکل                  |            |
| ۲۰۱۰ | گیسوکمند                   | راپانزل (صدا)              | [ ۸ ]      |
| ۲۰۱۱ | عشق، عروسی، ازدواج         | آوا گلد                    |            |
| ۲۰۱۲ | گیسوکمند تا ابد            | پرنسس راپانزل (صدا)        | فیلم کوتاه |
| ۲۰۱۲ | هتل نوآر                   | اوانجلین لوندی             |            |
| ۲۰۱۷ | ۴۷ متر پایین               | لیزا                       |            |
| ۲۰۱۷ | من اینجا نیستم             | مامان                      |            |
| ۲۰۱۸ | تاریک‌ترین ذهن‌ها            | کاترین «کیت» کانر          |            |
| ۲۰۱۸ | رالف اینترنت را خراب می‌کند | پرنسس راپانزل (صدا)        |            |
| ۲۰۱۹ | The Big Break              | ناتاشا                     | فیلم کوتاه |
| ۲۰۱۹ | میدوی                      | آن بست                     |            |

### تلویزیون
| سال        | عنوان                         | نقش                 | یادداشت‌ها                                          |
| ---------- | ----------------------------- | ------------------- | -------------------------------------------------- |
| ۲۰۰۰       | 2GE+HER: The Series           | خودش                | قسمت: «Bunny»                                      |
| ۲۰۰۰       | تمام این‌ها                    | خودش                | قسمت: «Mandy Moore»                                |
| ۲۰۰۱       | نمایش اندی دیک                | خودش                | قسمت: «Andy Land»                                  |
| ۲۰۰۳       | کلون بالا                     | خودش (صدا)          | قسمت: «Snowflake Day: A Very Special Holiday قسمت» |
| ۲۰۰۳       | پانکد                         | خودش                | قسمت: «#۱٫۲»                                       |
| ۲۰۰۵       | کریس آنجل مایندفریک           | خودش                | قسمت: «Blind»                                      |
| ۲۰۰۵       | دارودسته                      | خودش / دختر آبی     | ۵ قسمت                                             |
| ۲۰۰۶       | اسکراب                        | جولی کوین           | ۲ قسمت                                             |
| ۲۰۰۶       | سیمپسون‌ها                     | تابیتا ویکس (صدا)   | قسمت: «Marge and Homer Turn a Couple Play»         |
| ۲۰۰۷       | آشنایی با مادر                | امی                 | قسمت: «Wait for It»                                |
| ۲۰۱۰       | آناتومی گری                   | مری پورتمن          | ۴ قسمت                                             |
| ۲۰۱۲–۲۰۱۳  | ترون: قیام                    | مارا (صدا)          | نقش اصلی                                           |
| ۲۰۱۳–۲۰۱۵  | دبیرستان ایالات متحده آمریکا! | کاساندرا بارن (صدا) | نقش اصلی                                           |
| ۲۰۱۳       | کریسمس در کانوی               | ناتالی اسپرینگر     | فیلم تلویزیونی                                     |
| ۲۰۱۴       | سوفیای یکم                    | راپانزل (صدا)       | قسمت: «The Curse of Princess Ivy»                  |
| ۲۰۱۴–۲۰۱۵  | انجمن گروه سرخ                | دکتر ارین گریس      | ۵ قسمت                                             |
| ۲۰۱۴–۲۰۱۷  | غرب وحشی کلانتر کالی          | کلانتر کالی (صدا)   | نقش اصلی                                           |
| ۲۰۱۶–اکنون | این ما هستیم                  | ربکا پیرسون         | نقش اصلی                                           |
| ۲۰۱۷       | گیسوکمند: پیش از تا ابد       | پرنسس راپانزل (صدا) | فیلم تلویزیونی                                     |
| ۲۰۱۷–۲۰۲۰  | ماجراجویی راپانزل گیسوکمند    | پرنسس راپانزل (صدا) | نقش اصلی                                           |
| ۲۰۱۸       | تاریخ مست                     | کلارا بارتون        | قسمت: «Heroines»                                   |
| ۲۰۱۹       | فمیلی گای                     | کورتنی (صدا)        | قسمت: «No Giggity, No Doubt"                       |

### موزیک ویدیو
| سال  | ترانه           | هنرمند     | نقش           | یادداشت‌ها |
| ---- | --------------- | ---------- | ------------- | --------- |
| ۲۰۰۰ | «Little Things» | گود شارلوت | دوست‌دختر سابق |           |

### بازی‌های ویدیویی
| سال  | عنوان                            | نقش                 | یادداشت‌ها                |
| ---- | -------------------------------- | ------------------- | ------------------------ |
| ۲۰۰۲ | کینگدم هارتس                     | آریت گینزبرو (صدا)  | نسخه انگلیسی             |
| ۲۰۱۳ | کینگدم هارتس اچ‌دی ۱٫۵ رمیکس      | آریت گینزبرو (صدا)  | نسخه انگلیسی؛ آرشیو صوتی |
| ۲۰۱۳ | دیزنی اینفنتی                    | راپانزل (صدا)       |                          |
| ۲۰۱۴ | دیزنی اینفنتی: ابرقهرمانان مارول | پرنسس راپانزل (صدا) |                          |
| ۲۰۱۵ | دیزنی بینهایت ۳٫۰                | پرنسس راپانزل (صدا) |                          |
| ۲۰۱۶ | دیزنی پادشاهی‌های جادویی          | پرنسس راپانزل (صدا) |                          |